# Марчук, Владимир Владимирович
Влади́мир Влади́мирович Марчу́к (укр. Володимир Володимирович Марчук; род. 21 марта 1967, Ровно) — советский и украинский футболист, игравший на позиции вратаря. По завершении карьеры работал футбольным арбитром и тренером

## Биография
Воспитанник ровненской ДЮСШ, первый тренер — Юрий Шмыгун. Начал карьеру в местном «Авангарде», однако в связи с высокой конкуренцией не смог закрепиться в составе. В 1989 перешёл в запорожское «Торпедо», где практически сразу стал основным вратарём. В 1990 году в составе команды стал победителем украинской зоны второй лиги чемпионата СССР.
Первый чемпионат независимой Украины провёл в клубе высшей лиги — львовских «Карпатах». Дебютировал за львовян 21 марта 1992 года, выйдя в стартовом составе в домашнем матче против запорожского «Металлурга». Проведя во Львове полгода, перешёл в «Волынь», где также был основным голкипером. Тем не менее, спустя некоторое время у лучан начались финансовые проблемы, в связи с чем большую часть пребывания Марчука в «Волыни», клуб находился в нижней части таблицы, борясь за выживание. Зимой 1996 года перешёл в родной «Верес», выступавший в первой лиге, однако провёл там всего полгода, уже летом вернувшись в элитный дивизион, став игроком ивано-франковского «Прикарпатья». Однако там также надолго не задержался, начав выступления в следующем году уже в составе кировоградской «Звезды». Закончил профессиональную карьеру в 1997 году, выступая помимо «Звезды», также за вторую команду клуба во второй лиге.
По завершении выступлений стал арбитром. Начиная с 2000 года обслуживал матчи второй лиги чемпионата Украины в качестве лайнсмена. С 2005 года — арбитр в первой лиге. Всего, в период с 2000 по 2005 год, обслужил 47 матчей на позиции помощника арбитра и 30 матчей в качестве главного судьи. Позже решил сосредоточиться на тренерской карьере. В 2008 году был назначен тренером вратарей в ужгородской «Говерле», где проработал два с половиной года. В 2011 стал тренером в штабе Сергея Зайцева, работавшего в запорожском «Металлурге». Затем работал в «Волыни» и снова в «Говерле». После ухода из ужгородского клуба некоторое время тренировал любительскую «Ласку» из Боратина. В 2015 продолжил сотрудничество с Зайцевым, став тренером по работе с вратарями с молдавской «Заре», а позднее — во львовских «Карпатах». В июне 2018 назначен тренером вратарей в тренерском штабе Андрея Тлумака, в «Волыни».

## Достижения
- Победитель Второй лиги чемпионата СССР: 1990 (1 зона)